# Testimoni en silenci
Testimoni en silenci (títol original: Silent Fall) és una pel·lícula estatunidenca de Bruce Beresford estrenada l'any 1994. Ha estat doblada al català.

## Argument
Fa alguns anys, el psiquiatre Jake Rainer havia transformat la seva casa en llar per nens autistes. Tanmateix, els seus mètodes poc ortodoxes i el seu rebuig de recorre als medicaments l'havien allunyat dels seus col·legues més tradicionalistes com el doctor René Harlinger. Per desgràcia, un dels seus acollits es suïcida. Encara que totalment exculpat, sobretot pel testimoniatge del xèrif Mitch Rivers, Jake decideix tancar la llar i no agafar més que pacients adultes.
Avui, Mitch el crida. Els Warden han estat colpejats a la seva cambra i la policia només ha trobat al lloc dels fets la seva filla Sylvie, aterrida, i el seu germà petit autista, Tim, en estat de xoc. Sylvie declara haver entrevist a penes l'homicida que l'hauria matada abans d'escapolir-se. Tim, sens dubte ha assistit al drama, però no pot parlar. Harlinger és a punt per emprar mètodes dràstics per fer sortir el nen del seu estat catatònic. Preferint les tècniques "suaus" de Jake, Sylvie demana a aquest últim encarregar-se del seu germà petit. Empès per la seva esposa Karen, Jake acaba per acceptar. Tim comunica per gestos, dibuixos i finalment parlant, amb veus d'altres persones, perquè no en té de "veu" pròpia.

## Repartiment
- Richard Dreyfuss: Dr. Jake Reiner
- Linda Hamilton: Karen Reiner
- John Lithgow: Dr. Harlinger
- J. T. Walsh: el xèrif Mitch Rivers
- Ben Faulkner: Tim Warden
- Liv Tyler: Sylvie Warden

## Al voltant de la pel·lícula
- Primer paper al cinema per Liv Tyler, major de 16 anys a l'època del rodatge.
- El film va ser nominat al Festival de Berlín per l'Os d'or.
- Crítica: "Encertades interpretacions i un plantejament massa vist en el que a intriga es refereix. Barreja d'intriga i drama. Es pot veure" F[3]